# Androsace integra
Androsace integra là một loài thực vật có hoa trong họ Anh thảo. Loài này được (Maxim.) Hand.-Mazz. mô tả khoa học đầu tiên năm 1926.